# Hugo av Italien
Hugo av Italien, kallas även Hugo av Arles eller Hugo av Provence, född före 887, död 10 april 947, var greve av Arles, och kung av Italien.

## Biografi
Hugo var son till greve Teobald av Arles och kung Lothar II:s dotter Berta, och greve av Arles och greve av Vienne till sin börd. Han styrde från 905 Nedre Burgund som ståthållare under Ludvig III den blindes regering. Sedan han hade blivit uppsatt till kung av Italien av fienderna till kung Rudolf II av Burgund, lyckades han även bli krönt i Pavia 926 och därmed legitim regent. Han slöt 933 fred med Rudolf II, som då erkände honom som kung av Italien, i gengäld mot att Hugo avträdde Nedre Burgund. 
Hugo regerade kraftfullt, men hårt och grymt samt omgav sig med ovärdiga gunstlingar. Han var från 932 förmäld med den sedeslösa romarinnan 
Marozia, senatrix, som enligt envisa rykten var påven Sergius III:s älskarinna, efter att hon blivit änka till både Alberik I av Spoleto och Guido av Toscana; det senare gjorde äktenskapet olagligt enligt den kanoniska rättens lag om konsanguinitet. Hugos äktenskap efter dess ingick han 938 med Rudolf II:s änka, Bertha. Med fyra fruar och minst fyra älskarinnor hade han åtta barn. En dotter gifte sig med Alberik II av Spoleto, en annan med Romanos II. Sonen Humberto fick han med en älskarinna; honom gjorde han till arvinge över Toscana.
Hans strider med markgreve Berengar av Ivrea slutade med att denne med hjälp av en tysk här och Hugos missnöjda undersåtar berövade honom makten 945, varpå Hugo flydde till Provence och dog i Arles 947.